# Ada Colangeli
Ada Colangeli (Roma, 5 marzo 1913 – Roma, 29 febbraio 1992) è stata un'attrice italiana.

## Biografia
Conosciuta per i suoi ruoli di caratterista, tra i lavori più importanti ricordiamo Pane, amore e fantasia (1953) di Luigi Comencini nel quale interpretava una comare intrigante. Nel 1957 inoltre collaborò con Fellini ne Le notti di Cabiria, dove era una donnetta al Santuario della Madonna del Divino Amore.

## Filmografia
- Centomila dollari, regia di Mario Camerini (1940)
- Un'avventura di Salvator Rosa, regia di Alessandro Blasetti (1940)
- La corona di ferro, regia di Alessandro Blasetti (1941)
- Quattro passi tra le nuvole, regia di Alessandro Blasetti (1942)
- Apparizione, regia di Jean de Limur (1943)
- Dagli Appennini alle Ande, regia di Flavio Calzavara (1943)
- Nessuno torna indietro, regia di Alessandro Blasetti (1943)
- Un giorno nella vita, regia di Alessandro Blasetti (1946)
- Campane a martello, regia di Luigi Zampa (1949)
- È più facile che un cammello..., regia di Luigi Zampa (1949)
- La sposa non può attendere, regia di Gianni Franciolini (1949)
- È arrivato il cavaliere, regia di Steno e Mario Monicelli (1950)
- Strano appuntamento, regia di Dezső Ákos Hamza (1950)
- Una bruna indiavolata, regia di Carlo Ludovico Bragaglia (1951)
- Carne inquieta, regia di Silvestro Prestifilippo (1952)
- Er fattaccio, regia di Riccardo Moschino (1952)
- Prigioniera della torre di fuoco, regia di Giorgio Walter Chili (1952)
- Il tenente Giorgio, regia di Raffaello Matarazzo (1952)
- Una croce senza nome, regia di Tullio Covaz (1952)
- Una di quelle, regia di Aldo Fabrizi (1952)
- La voce del silenzio, regia di Georg Wilhelm Pabst (1952)
- Il romanzo della mia vita, regia di Lionello De Felice (1952)
- Wanda, la peccatrice, regia di Duilio Coletti (1952)
- Anni facili, regia di Luigi Zampa (1953)
- Cronache di poveri amanti, regia di Carlo Lizzani (1953)
- Disonorata (senza colpa), regia di Giorgio Walter Chili (1953)
- Pane, amore e fantasia, regia di Luigi Comencini (1953)
- Scampolo '53, regia di Giorgio Bianchi (1953)
- Lo scocciatore (Via Padova 46), regia di Giorgio Bianchi (1953)
- La Luciana, regia di Domenico Gambino (1954)
- Peccato che sia una canaglia, regia di Alessandro Blasetti (1954)
- La romana, regia di Luigi Zampa (1954)
- Tempi nostri, regia di Alessandro Blasetti (1954)
- La bella di Roma, regia di Luigi Comencini (1955)
- Il bidone, regia di Federico Fellini (1955)
- L'intrusa, regia di Raffaello Matarazzo (1955)
- Prigionieri del male, regia di Mario Costa (1955)
- Ragazze d'oggi, regia di Luigi Zampa (1955)
- Il bigamo, regia di Luciano Emmer (1956)
- La fortuna di essere donna, regia di Alessandro Blasetti (1956)
- Marisa la civetta, regia di Mauro Bolognini (1957)
- Ladro lui, ladra lei, regia di Luigi Zampa (1958)

## Doppiatrici italiane
- Maria Saccenti in Lo scocciatore